# وليندة عليا
وليندة عليا هي قرية في مقاطعة أرومية، إيران. عدد سكان هذه القرية هو 2,128 في سنة 2006.